# Paraxestia flavicaudata
Paraxestia flavicaudata är en fjärilsart som beskrevs av W. Warren 1888. Paraxestia flavicaudata ingår i släktet Paraxestia och familjen nattflyn. Inga underarter finns listade i Catalogue of Life.